# Târgoviște
Târgoviște (también escrito Tîrgoviște, y pronunciado: [tɨ r.ˈgo.viʃ.te]; en húngaro: Tergovistye) es una ciudad en el condado de Dâmbovița, en Rumania. Está situada en la orilla derecha del río Ialomița.

## Etimología

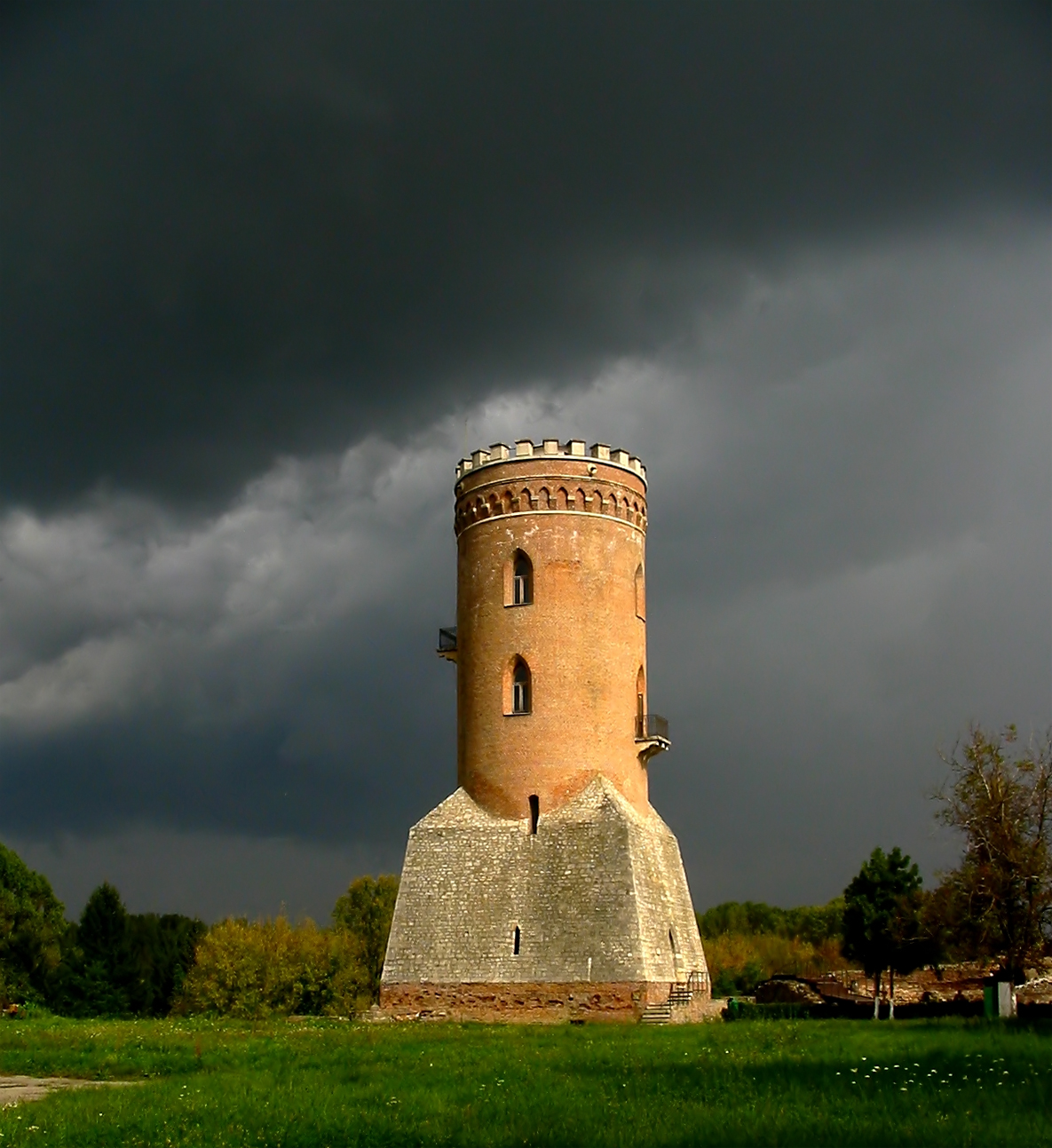
Torre Chindia, símbolo de la ciudad.

Hay varias ciudades con el mismo nombre (aunque con diferente ortografía debido a la traducción a diversos idiomas, o a la transcripción del alfabeto cirílico) en Bulgaria (Targovishte) y Serbia (Trgovište). Las ciudades rumana y búlgara se encuentran hermanadas. El nombre es de origen eslavo, de la raíz tǎrg ("comercio" o "mercado") y el sufijo -ište, topónimo, así pues, el nombre de la ciudad significa "sitio de mercado" o "centro comercial".

## Historia

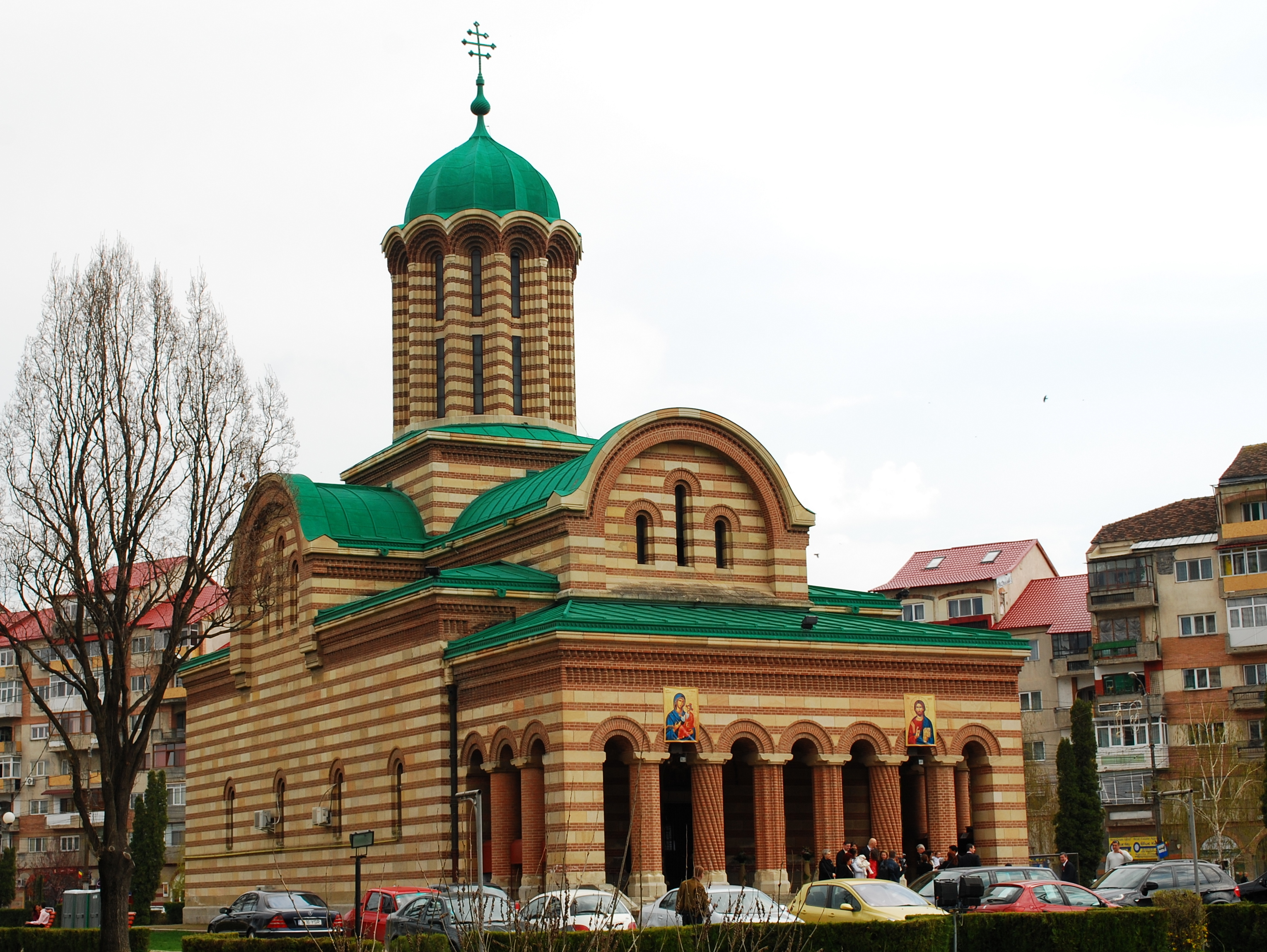
Iglesia Metropolitana de Târgoviște.

Aparece en 1396, en los diarios de viajes de Johann Schiltberger, ésta se convirtió en la capital del voivodato de Valaquia, probablemente durante el reinado de Mircea I, cuando la Corte Real ("Curtea Domnească") fue creada. Posteriormente, Vlad Drăculea añadió la torre Chindia, ahora un símbolo de la ciudad. En 1597, Mihai Viteazul libró y ganó una batalla decisiva contra el Imperio otomano en Târgoviște.
Después de que Constantin Brâncoveanu trasladara la capital a Bucarest, Târgoviște perdió su importancia, la decadencia económica de su población ha aumentado desde entonces. Târgoviște fue el lugar del juicio y ejecución de Nicolae Ceauşescu y su esposa Elena, en diciembre de 1989.

## Demografía
De acuerdo al censo de 2002, Târgovişte posee 89 930 habitantes.

## Deporte
- FC Chindia Târgovişte su estadio es el Stadionul Eugen Popescu con capacidad para 10,000 espectadores y juega en la Liga I y la Copa de Rumanía.
- FCM Târgovişte fue un equipo fundado en 1950 pero desapareció en 2018 y jugó en Stadionul Eugen Popescu.

## Ciudades hermanadas
Târgoviște está hermanada con las siguientes ciudades:
- Castellón de la Plana (España)
- Ciudad Real (España)[2]
- Corbetta (Italia)
- Karadeniz Ereğli (Turquía)
- Kazanlak (Bulgaria)
- Miami (Estados Unidos)
- Orvault (Francia)
- Santarém (Portugal)
- Targóvishte (Bulgaria)
- Trakai (Lituania)
- Vellinge (Suecia)